# Linum pratense
Linum pratense là một loài thực vật có hoa trong họ Linaceae. Loài này được (Norton) Small mô tả khoa học đầu tiên năm 1907.